# Маренго (колір)
Маренго  — відтінок сірого (чорний з сірим відливом) або синього кольору. Іноді позначає також «колір темної морської хвилі».
Зазвичай відноситься до визначення кольору тканини: «сукно чорного або темно-коричневого кольору з білими прожилками. Меланжева вовняна тканина, яка може бути використана для пальто, костюмів. Нерідко так називають і сам колір: темне волокно з незначним додаванням білого».
Деколи слово позначає тканину чорного кольору з білими нитками.

## Маренго у таблиці кольорів
| Тьмяний сірий         |
| Перламутрово-ожиновий |
| МАРЕНГО               |
| Сірувато-синій        |
| Графітовий сірий      |

| #b5b5b5 | #9c9c9c | #828282 | #696969 | #4f4f4f | #363636 | #1c1c1c |
| #b8b5bd | #9f9ca6 | #85818c | #6c6874 | #535059 | #39373d | #212024 |
| #9aa5b3 | #7b8a9c | #627182 | #4c5866 | #37404a | #21262b | #0b0d0f |
| #929ea8 | #778691 | #606d78 | #4a545c | #31383d | #1b1e21 | #040505 |
| #91959e | #787d87 | #5f636b | #474a51 | #303136 | #191a1c | #000000 |

## Походження
у XVIII ст. — назва темно-коричневого кольору тканини з білими цяточками, що вироблялася в селищі Маренго на півночі Італії. У Франції — marengo ou brun («маренго, або коричневий»), в Росії — «каштановий маренго». Після битви під Маренго 14 червня 1800 року, коли війська Наполеона Бонапарта завдали нищівної поразки австрійській армії, маренго стали іменувати сіру або чорну тканину з вкрапленнями білої або сірої нитки (що характерно для домотканої матерії). Такий колір асоціювався із сірим сукном шинелі Бонапарта і ненадовго увійшов у моду. У Російській імперії початку XIX ст. закріпилася назва «маренго-клер» (фр. marengo clair — «маренго світлий»), тобто світло-сірий.

## Вжиток
Колір використовували в радянському форменому одязі.
«У 1921 було затверджено обмундирування військових моряків: для командного складу кашкет і зимова шапка, пальто (з 1925 шинель) кольору маренго, тужурка і брюки чорного кольору, темно-синій і білий кітелі; для червонофлотців — кашкет-безкозирка, пальто (з 1925 шинель) кольору маренго, чорний бушлат, темно-синя фланелева біла сорочки з синім коміром, тільник, чорні штани і робочий одяг синього кольору».
У 1969 році радянська міліція отримала нову форму кольору маренго. (До цього форма мала синій колір).